# How Much Time Do We Have Left
How Much Time Do We Have Left è un singolo del cantautore e comico sloveno Klemen, pubblicato il 25 gennaio 2025.

## Descrizione
Il brano, scritto e composto interamente da Klemen Slakonja e prodotto con l'aiuto di Maja Slatinšek e Ryan Small, tratta del periodo in cui a sua moglie, l'attrice Mojca Fatur, è stata diagnosticata la sindrome mielodisplastica, una rara forma di cancro da cui è poi riuscita a guarire. Attraverso le sue parole, Klemen celebra la forza della sua amata nell'affrontare la malattia, mettendo in luce l'importanza del tempo condiviso e la fragilità della vita umana.

## Promozione
Il 13 dicembre 2024 è stato annunciato che Klemen era tra gli artisti selezionati per partecipare all'EMA 2025, la competizione nazionale organizzata da RTV SLO per decidere il rappresentante sloveno all'Eurovision Song Contest 2025. Il suo brano, How Much Time Do We Have Left, è stato pubblicato il 25 gennaio 2025. Nella finale del 1º febbraio, la canzone ha ottenuto il primo posto nel voto della giuria professionale e si è qualificata per la superfinale. Qui, grazie ai voti del pubblico, ha conquistato la vittoria, assicurandosi il diritto di rappresentare la Slovenia sul palco eurovisivo di Basilea.

## Tracce
Testi e musiche di Klemen Slakonja.
1. How Much Time Do We Have Left – 3:03

## Formazione
- Klemen – voce, produzione
- Maja Slatinšek – produzione
- Ryan Small – produzione, missaggio
- Pete Maher – mastering